# Idiocalla postica
Idiocalla postica là một loài bọ cánh cứng trong họ Cerambycidae.